# Ectemnonotum
Ectemnonotum is een geslacht van halfvleugeligen uit de familie schuimcicaden (Cercopidae). De wetenschappelijke naam van dit geslacht is voor het eerst geldig gepubliceerd in 1909 door Schmidt.

## Soorten
Het geslacht Ectemnonotum omvat de volgende soorten:
- Ectemnonotum acuminatum Schmidt, 1909
- Ectemnonotum amplum Lallemand, 1927
- Ectemnonotum apicale Lallemand, 1930
- Ectemnonotum atrum Lallemand, 1922
- Ectemnonotum baramensis Distant, 1914
- Ectemnonotum basibreviatum Schmidt, 1909
- Ectemnonotum bilobatum Schmidt, 1909
- Ectemnonotum bitaeniatum Schmidt, 1911
- Ectemnonotum bivittatum (Le Peletier de Saint-Fargeau & Serville, 1825)
- Ectemnonotum brevirostrum Schmidt, 1909
- Ectemnonotum buxtoni (Butler, 1877)
- Ectemnonotum cochleatum Schmidt, 1909
- Ectemnonotum coruscans Lallemand, 1930
- Ectemnonotum cyaneiventris (Walker, 1851)
- Ectemnonotum dissolutum Lallemand, 1927
- Ectemnonotum distanti (Butler, 1874)
- Ectemnonotum dohrni Schmidt, 1909
- Ectemnonotum elongatum Lallemand, 1928
- Ectemnonotum excellens Schmidt, 1909
- Ectemnonotum falsarium Schmidt, 1909
- Ectemnonotum feralis (Butler, 1874)
- Ectemnonotum fruhstorferi (Jacobi, 1902)
- Ectemnonotum incisum Schmidt, 1909
- Ectemnonotum javanense Schmidt, 1910
- Ectemnonotum karnyi Lallemand, 1929
- Ectemnonotum kedahanum Lallemand, 1930
- Ectemnonotum luteopunctatum Lallemand, 1922
- Ectemnonotum luteum Lallemand, 1922
- Ectemnonotum luzonensis (Lallemand, 1931)
- Ectemnonotum mentaweiense Schmidt, 1910
- Ectemnonotum montanum Lallemand, 1932
- Ectemnonotum moultoni Schmidt, 1911
- Ectemnonotum nitidicolle Schmidt, 1911
- Ectemnonotum rugosum Schmidt, 1909
- Ectemnonotum simile Schmidt, 1909
- Ectemnonotum tricoloriforme Schmidt, 1909
- Ectemnonotum truncatum Schmidt, 1909
- Ectemnonotum univittatum Schmidt, 1910
- Ectemnonotum waterstradti Schmidt, 1909